# Карл Андерс
Карл Ульріх Ернст Пауль Андерс (нім. Carl Ulrich Ernst Paul Anders; 31 серпня 1893, Альтенеплен, Померанія, Німецька імперія — 28 січня 1972, Прін-ам-Кімзе, Федеративна Республіка Німеччина) — німецький воєначальник, генерал-майор Вермахту під час Другої світової війни, командувач кількох піхотних дивізій.

## Біографія
Карл Андерс народився 31 серпня 1893 року в німецькій провінції Померанія. Брав участь у Першій світовій війні на молодших офіцерських чинах. Після завершення війни продовжив військову кар'єру. Як і інші офіцери сухопутних військ, майже не просувався по службі в часи Веймарської республіки. Кар'єра Андерса різко пішла вгору після приходу до влади в країні нацистів.
Під час Другої світової війни перебував на командирських посадах, очолював 168-му піхотну дивізію (з 8 серпня по 9 грудня 1944 року) та 88-му піхотну дивізію (з 8 по 27 січня 1945 року). Воював у Польщі, Франції та Радянському Союзі. Нагороджений Лицарським хрестом Залізного хреста. У 1945 році потрапив у полон радянських військ, був звільнений лише в 1955 році. Повернувся до Німеччини і помер 28 січня 1972 року у віці 78 років.

## Нагороди
- Залізний хрест 2-го і 1-го класу
- Почесний хрест ветерана війни з мечами
- Медаль «За вислугу років у Вермахті»
  - 4-го класу (4 роки) (2 жовтня 1936)
  - 3-го класу (12 років) (21 квітня 1938)
- Пам'ятна військова медаль (Австрія) з мечами
- Пам'ятна військова медаль (Угорщина) з мечами
- Застібка до Залізного хреста
  - 2-го класу (25 вересня 1939)
  - 1-го класу (26 жовтня 1939)
- Німецький хрест в золоті (14 лютого 1942)
- Медаль «За зимову кампанію на Сході 1941/42»
- Лицарський хрест Залізного хреста (4 травня 1944)

## Військова кар'єра
- 30 серпня 1912 — фенріх
- 18 серпня 1913 — лейтенант
- 5 жовтня 1916 — обер-лейтенант
- 1 травня 1934 — гауптман
- 1 січня 1937 — майор
- 1 квітня 1940 — оберст-лейтенант
- 1 квітня 1942 — оберст
- 30 січня 1945 — генерал-майор